# Vantaa
Vantaa (phát âm tiếng Phần Lan: [ˈʋɑntɑː]; tiếng Thụy Điển: Vanda) là một thành phố tại Phần Lan. Nó là một phần của Vùng thủ đô Phần Lan cùng với Helsinki, Espoo, và Kauniainen. Với dân số 215.813 (31 tháng 3 năm 2016), Vantaa là thành phố đông dân thứ tư tại Phần Lan.
Vantaa giáp với Helsinki, thủ đô Phần Lan, về phía nam; Espoo về phía tây nam; Nurmijärvi về phía tây bắc; Kerava và Tuusula về phía bắc; và Sipoo về phía đông.
Sân bay lớn nhất Phần Lan, cũng là sân bay chính tại Đại Helsinki, sân bay Helsinki, tọa lạc tại Vantaa. Những công ty với trụ sở đặt tại Vantaa gồm Finnair, Finavia, Air Finland, Blue1, R-kioski, Tikkurila Oyj, Veikkaus Oy và Metsähallitus. Thành phố cũng có một trung tâm khoa học là Heureka.